# 시간적 부분
현대 형이상학에서 시간적 부분은 시간에 존재하는 물체의 부분이다. 시간적 부분은 "사람의 인생의 첫 해"가 될 수도 있고, "1994년 6월 21일 오전 10시부터 1996년 6월 23일 오후 11시 사이의 모든 목록"이 될 수도 있다. 이 용어는 재료적 물체의 지속성에 관한 논쟁에서 사용된다. 물체는 일반적으로 공간—인체, 예를 들어, 손, 발, 다리 등 공간적 부분에 존재하는 부분이 있다. 일부 형이상학자는 물체가 시간적 부분 또한 갖는다고 생각한다.

## 같이 보기
- 부분학 허무주의
- 부분론